# عبدالله غمران
عبدالله غمران (انگلیسی: Abdullah Ghamran؛ زادهٔ ۴ ژوئیهٔ ۱۹۹۴) یک بازیکن فوتبال است.